# كينيتشي يوشيدا (عالم دراسات أدبية)
كينيتشي يوشيدا (باليابانية: 吉田健一) (1 أبريل 1912، طوكيو في اليابان - 3 أغسطس 1977، يوكوهاما في اليابان)؛ مترجم، كاتب وروائي ياباني.

## روابط خارجية
- كينيتشي يوشيدا على موقع ديسكوغز (الإنجليزية)